# Aneurophyton
L'aneurofito (gen. Aneurophyton) è una pianta estinta, appartenente alle progimnosperme. Visse nel Devoniano medio e superiore (395 - 360 milioni di anni fa) e i suoi resti sono stati ritrovati in Europa e Nordamerica.

## Descrizione
Questa pianta possedeva un fusto centrale non legnoso, ma piuttosto robusto e diritto, dal quale i dipartivano rami laterali disposti lungo una debole spirale. I rami si dividevano fino a tre volte, e alcuni terminavano in gruppi di sporangi. Altri rami erano specializzati per la fotosintesi, anche se il tessuto non era ancora così specializzato da formare vere e proprie foglie. L'aspetto di questa pianta, in generale, doveva ricordare quello di un cespuglio piuttosto che quello di un albero.

## Classificazione

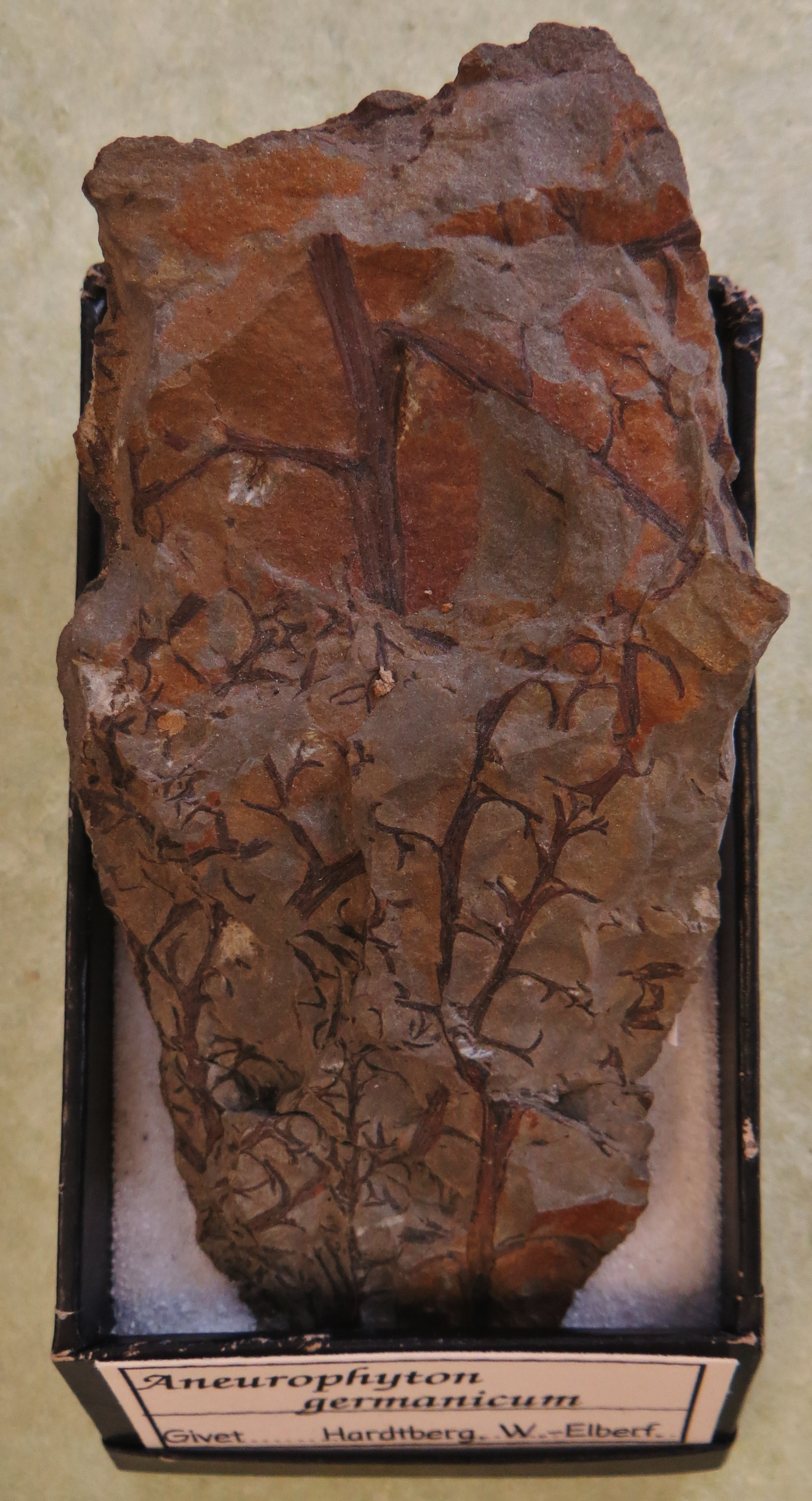
Fossile di Aneurophyton germanicum

L'aneurofito è considerato un tipico rappresentante delle progimnosperme, un gruppo di piante primitive dotate di spore e che comprendono alcuni dei più antichi alberi (come Archaeopteris). È probabile che lo sviluppo di strutture specializzate per la fotosintesi in queste piante abbia dato origine alle foglie delle felci, degli equiseti e delle piante con semi. Una delle specie più note di aneurofito è Aneurophyton germanicum. Sembra che queste piante siano derivate dalle trimerofite, comprendenti Psilophyton e Pertica.